# Jezusa Judasz przedał za pieniądze nędzne

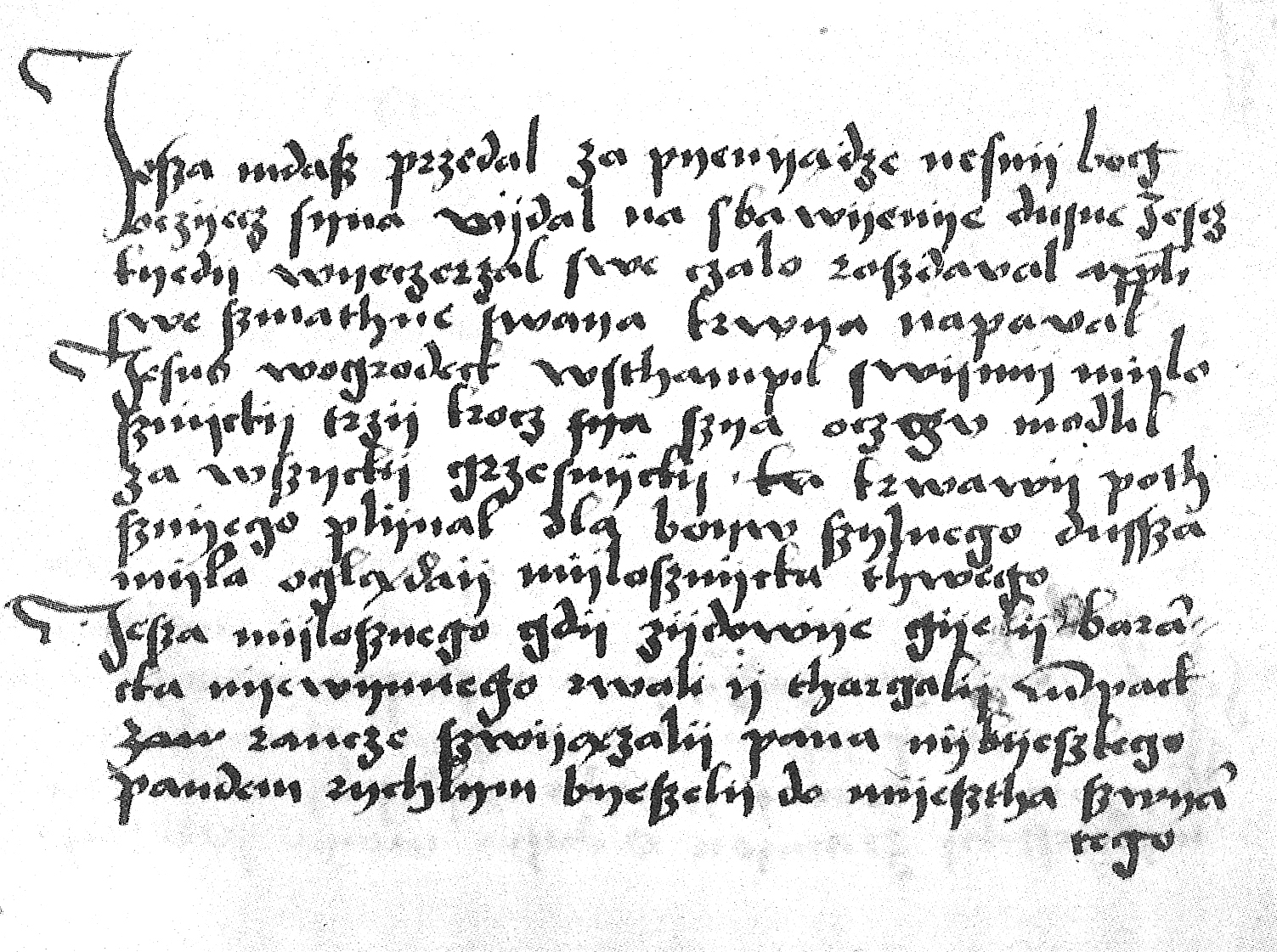
Początek pieśni, karta 344 recto

Jezusa Judasz przedał za pieniądze nędzne (znana również jako: „Żołtarz Jezusow czyli piętnaście rozmyślenia o Bożym umęczeniu”) – polska średniowieczna pieśń pasyjna, napisana przez Władysława z Gielniowa w 1488 roku. Była jednym z najpopularniejszych utworów tego autora.
Pierwsze piętnaście strof pieśni obejmuje opis sądu, męki i śmierci Jezusa. Cierpieniom ukrzyżowanego towarzyszy cierpienie jego matki – Marii, obecnej przy synu od wyroku aż po śmierć na krzyżu. Jej rozpacz skontrastowana jest ze spokojem Jezusa, znoszącego cierpliwie zadawany mu ból. Dwie ostatnie strofy pieśni stanowią zbiór zaleceń dla wiernych: mają oni często czytać i odśpiewywać „żołtarz” (a więc pieśń lub psałterz, zob. żołtarz), odmawiać Zdrowaś Mario i Ojcze nasz zgodnie z porządkiem różańca, a także poświęcać się kontemplacji piętnastu pierwszych strof pieśni (odpowiadających piętnastu tajemnicom ówczesnego różańca), co ma stanowić gwarancję uzyskania zbawienia. 
Pieśń składa się z 17 czterowersowych strof.  Zawiera rymy krzyżowe (abab) i pisana jest (jako jedyna ze znanych utworów Władysława z Gielniowa) trzynastozgłoskowcem (7+6). Prawie każda zwrotka utworu rozpoczyna się od słowa „Jezus”.
Niektórzy badacze twierdzą, że pieśń nie jest oryginalnym utworem Władysława z Gielniowa, a jedynie adaptacją utworu czeskiego. Według Stanisława Dobrzyckiego pierwowzorem Jezusa Judasz przedał za pieniądze nędzne była pieśń Ježiše Jidáš prodal za penize nuzné. Hipotezę tę obalił jednak Aleksander Brückner, twierdząc, że kolejność była odwrotna i utwór Władysława z Gielniowa  trafił do czeskich kancjonałów po przekładzie z polskiego na czeski, dokonanym na przełomie XV i XVI w.. Wiesław Wydra uważa natomiast, że pierwowzorem utworu Władysława z Gielniowa mogła być czeska pieśń zaczynająca się od słów Umučeni našeho Pána milostívého. Zauważalne są także pewne zbieżności pieśni Gielniowczyka z popularnym polskim utworem Jezus Chrystus, Bog Człowiek, mądrość Oćca swego, napisanym na podstawie łacińskich Horae canonicae Salvatoris.
Do dzisiaj przetrwały trzy średniowieczne rękopisy zawierające utwór. Jeden z nich pochodzi z przełomu XV i XVI w., zaś przechowywany był w kolekcji Tarnowskich na zamku w Dzikowie. W 2020 rękopis wraz ze zbiorem dzikowskim został zakupiony przez Bibliotekę Narodową. Od 2024 prezentowany jest na wystawie w Pałacu Rzeczypospolitej.